# Mount Roy
Mount Roy är ett berg i Antarktis. Det ligger i Östantarktis. Nya Zeeland gör anspråk på området. Toppen på Mount Roy är 2 850 meter över havet.
Terrängen runt Mount Roy är huvudsakligen kuperad. Trakten är obefolkad. Det finns inga samhällen i närheten. 